# Robert Chartoff
Robert Irwin Chartoff (New York, 26 agosto 1933 – Santa Monica, 10 giugno 2015) è stato un produttore cinematografico e filantropo statunitense.

## Biografia
Chartoff nacque il 26 agosto 1933 a New York, figlio di Bessie e William Chartoff, entrambi ebrei. Si laureò alla Union College nel 1955, e successivamente nella Columbia University Law School.
Chartoff ha prodotto più di trenta film. Insieme al collega e produttore Irwin Winkler vinse un Oscar al miglior film nel 1977 per Rocky. Altre pellicole famose prodotte da Chartoff sono tutti gli altri film della saga di Rocky, escluso Rocky Balboa (2006), dove svolse il ruolo di produttore esecutivo. Ha prodotto anche lo spinoff Creed - Nato per combattere uscito nel novembre 2015, che è stato dedicato alla sua memoria.

## Vita privata
Nel 1960 si è sposato con Phyllis Raphael, con cui ha divorziato 10 anni dopo, il 3 luglio dello stesso anno sposa Vanessa Howard, con cui divorzierà nel 1983; nel 1992 è convolato a nozze con Jenny Weyman-Cockle. Aveva 2 figli maschi (Billy e Charley) e 3 femmine (Julie, Jenifer e Miranda, adottata).

## Filmografia
- Senza un attimo di tregua (1967)
- I sei della grande rapina (1968)
- Non si uccidono così anche i cavalli? (1969)
- Leone l'ultimo (1970)
- Fragole e sangue (1970)
- Believe in Me (1971)
- The Gang That Couldn't Shoot Straight (1971)
- I nuovi centurioni (1972)
- Thumb Tripping (1972)
- Professione: assassino (1972)
- Up the Sandbox (1972)
- Mani sporche sulla città (1974)
- S*P*Y*S (1974)
- 40.000 dollari per non morire (1974)
- Una valigia piena di dollari (1975)
- 10 secondi per fuggire (1975)
- Rocky (1976)
- Vecchia America (1976)
- New York, New York (1977)
- Valentino (1977) (produttore esecutivo)
- Arriva un cavaliere libero e selvaggio (1978) (executive producer)
- Uncle Joe Shannon (1978)
- Rocky II (1979)
- Toro scatenato (1980)
- L'assoluzione (1981)
- Rocky III (1982)
- Uomini veri (1983)
- Beer (1985)
- Rocky IV (1985)
- Rocky V (1990)
- Straight Talk (1992)
- In My Country (2004)
- Rocky Balboa (2006) (executive producer)
- Professione assassino (2010)
- The Tempest (2010)
- Ender's Game (2013)
- The Gambler (2014)
- Creed - Nato per combattere (2015)
- A Midsummer Night's Dream (2015)